# Proteasoom

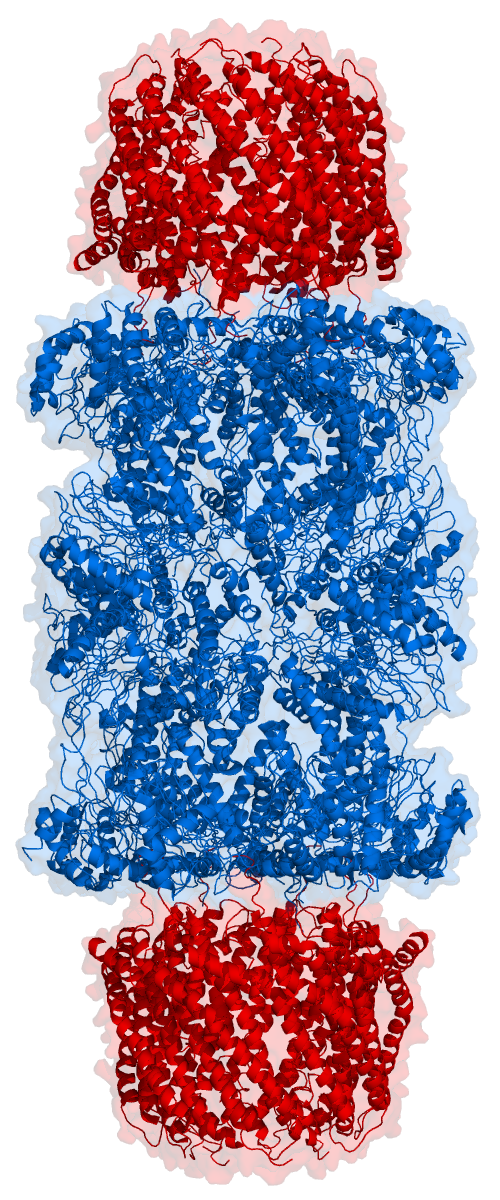
Voorstelling van een proteasoom. De actieve plaatsen in het eiwit zitten binnen in het blauwe deel. De kappen (rood) aan de uiteinden regelen de binnenkomst in de ruimte, waar eiwitten worden afgebroken.

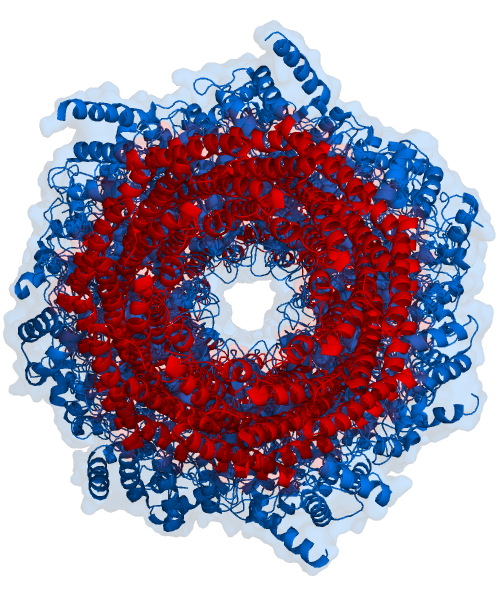
Bovenaanzicht van het proteasoom.

Het proteasoom is een groot eiwitcomplex dat als belangrijkste functie heeft andere eiwitten, die overbodig of beschadigd zijn, af te breken. Proteasomen komen voor bij alle eukaryoten en archaea, en bij sommige bacteriën. In eukaryoten komen ze voor in de celkern en het cytoplasma..
Het proteasoom is een zogenaamde protease, een enzym dat de peptidebindingen tussen de aminozuren in een eiwit kan laten verbreken.
Gedurende de celcyclus wisselt de gewenste concentratie van bepaalde eiwitten. Daardoor is er op sommige momenten een overschot van sommige eiwitten. Het kan ook zijn dat tijdens de eiwitsynthese het eiwit verkeerd gevouwen is. Proteasomen vangen dergelijke overbodige of beschadigde eiwitten op en breken ze af tot peptiden van zeven of acht aminozuren lang. Deze peptiden kunnen vervolgens worden afgebroken en opnieuw gebruikt worden in de eiwitsynthese.
Een eiwit dat afgebroken moet worden, wordt gemarkeerd met een klein eiwit dat ubiquitine wordt genoemd. Het ubiquitine wordt door bepaalde enzymen, ubiquitineligases, gekoppeld aan het af te breken eiwit. Wanneer er eenmaal een ubiquitine-molecuul gekoppeld is aan een eiwit, dient dat als een signaal voor andere ligases om nog meer ubiquitine-moleculen er aan vast te maken. Dit resulteert in een zogenaamde polyubiquitineketen. Deze keten bindt aan het proteasoom en zorgt er zodoende voor dat het af te breken eiwit opgenomen wordt in het afbraakgedeelte van het proteasoom.
De structuur van het proteasoom lijkt op een holle cilinder welke bestaat uit een "kern" van vier gestapelde ringen rond een centrale holte. Iedere ring is opgebouwd uit zeven aparte eiwitten. De binnenste twee ringen zijn elk gemaakt van zeven β-subunits, met daarin zes 'active sites' met protease-activiteit. Deze 'active sites' zitten aan de binnenkant van de ringen, wat de reden is dat het eiwit naar binnen moet worden getransporteerd alvorens afbraak kan vinden. De buitenste twee ringen zijn elk gemaakt van zeven α-subunits, die als het ware een "poort" vormen waardoor de eiwitten naar binnen kunnen gaan. De α-subunits worden gecontroleerd doordat ze binden aan zogenaamde "kap"-structuren: regulerende eiwitten die de polyubiquitineketens herkennen en ervoor zorgen dat het degradatieproces kan beginnen.
Het systeem van ubiquinering in combinatie met afbraak door het proteasoom wordt het ubiquitine-proteasoom systeem genoemd. Dit systeem is een belangrijke pathway voor diverse cellulaire processen, waaronder de celcyclus, de regulatie van genexpressie en de respons op oxidatieve stress. In 2004 werd de Nobelprijs voor de Scheikunde uitgereikt aan Aaron Ciechanover, Avram Hershko en Irwin Rose, for the discovery of ubiquitin-mediated protein degradation.
De samenstelling van het proteasoomcomplex in kankers varieert en beïnvloedt tumor-immuuninteracties en de tumor micro-omgeving. De proteasoomregulator PSME4 is geactiveerd in tumoren, de activiteit van het proteasoom verandert, de aanwezige antigene diversiteit vermindert en gaat gepaard met een gebrek aan respons op immuuntherapie.